# 크라임 시티: 나쁜 놈들의 세상
《크라임 시티: 나쁜 놈들의 세상》(Juggernaut)은 캐나다에서 제작된 다니엘 디마르코 감독의 2017년 범죄, 스릴러 영화이다. 잭 케시 등이 주연으로 출연하였다.

## 출연

### 주연
- 잭 케시
- 타이 올슨